# Bert Lahr
Bert Lahr (* 13. August 1895 in Yorkville, Manhattan, New York City als Irving Lahrheim; † 4. Dezember 1967 in New York City) war ein US-amerikanischer Schauspieler. Der bekannte Broadway-Darsteller erhielt für seine Darstellung im Musical Foxy 1964 einen Tony Award als „Bester Hauptdarsteller in einem Musical“. Heute ist er vor allem noch als der „Löwe“ im Filmklassiker Der Zauberer von Oz (1939) bekannt. 

## Leben
Lahr debütierte 1927 in Harry Delmar’s Revels am Broadway. Den ersten großen Erfolg konnte er mit dem Musical Hold Everything! im Jahr 1928/1929 verbuchen. In den 1930er Jahren wirkte Lahr in Produktionen wie Flying High, in Ziegfelds Hot-Cha! und an der Seite von Beatrice Lillie in The Show is on mit. 1939 trat er an der Seite von Ethel Merman in Du Barry Was a Lady auf. 
Seine Filmkarriere begann Lahr mit einer Rolle, die er bereits auf der Bühne erfolgreich gespielt hatte. In der Verfilmung des Musicals Flying High von 1931 mimte Lahr abermals den exzentrischen Piloten Rusty Krause. 1939 spielte Lahr seine bekannteste Rolle, den ängstlichen Löwen in Das zauberhafte Land. Kleinere Rollen in Kino- und Fernsehproduktionen folgten. In den 1950ern spielte er in einer Fernsehfassung von Anything goes die Rolle des Moonface Martin. 
1956 spielte er den Estragon in Samuel Becketts Warten auf Godot am Coconut Grove Playhouse in Miami, später dann am Broadway. 
Lahr war zweimal verheiratet. 1929 heiratete er Mercedes Delpino, die Ehe wurde 1937 geschieden. Von 1940 bis zu seinem Tod war er mit Mildred Schroeder verheiratet, aus dieser Ehe gingen ein Sohn und eine Tochter hervor. Lahr starb 1967 während der Dreharbeiten zu The Night They Raided Minsky's an einer Lungenentzündung und wurde auf dem Union Field Cemetery in Queens beigesetzt. Die bei seinem Tod noch fehlenden Szenen des Films wurden mit einem Double fertig gedreht.
Lahrs Sohn, der Theaterkritiker John Lahr, veröffentlichte 1969 unter dem Titel Notes on a Cowardly Lion eine Biografie über Bert Lahr.

## Filmografie
- 1929: Faint Heart
- 1931: Flying High
- 1933: Hizzoner
- 1933: Mr. Broadway
- 1934: Henry the Ache
- 1934: No More West
- 1936: Gold Bricks
- 1936: Boy, Oh Boy
- 1936: Whose Baby Are You?
- 1937: Off the Horses
- 1937: Merry Go Round of 1938
- 1938: Josette
- 1938: Just Around the Corner
- 1939: Zaza
- 1939: Der Zauberer von Oz (The Wizard of Oz)
- 1942: Sing Your Worries Away
- 1942: Ship Ahoy
- 1944: Meet the People
- 1949: Tritt ab, wenn sie lachen (Always Leave Them Laughing)
- 1955: The Second Greatest Sex
- 1968: Die Nacht, als Minsky aufflog (The Night They Raided Minsky’s)